# Kvantilisek
A kvantilisek a statisztikában a középértékek mellett fontos helyzetmutatók. Legyen  0 < q < 1.  Ha a rangsorba rendezett sokaságot egy X ismérvérték q : (1 - q) arányban osztja ketté, akkor ezt az ismérvértéket q-ad rendű vagy q-adik kvantilisnek nevezzük (Qq).
A gyakran előforduló kvantiliseket az alábbi elnevezéssel illetjük:
- Tercilisek (a sokaságot három részre osztják)
- Kvartilisek (a sokaságot négy részre osztják)
- Kvintilisek (a sokaságot öt részre osztják)
- Decilisek (a sokaságot tíz részre osztják)
- Percentilisek (a sokaságot száz részre osztják)

A kvantilisek rangsorból való meghatározásának és osztályközös gyakorisági (relatív gyakorisági) sorból történő becslésének menete azonos a mediánnál ismertetett eljárással.